# Walsall Football Club 2014-2015
Questa voce raccoglie le informazioni riguardanti il Walsall Football Club nelle competizioni ufficiali della stagione 2014-2015.

## Maglie e sponsor
| Casa | Trasferta |

## Rosa
| N. |                                | Ruolo | Calciatore         |
| -- | ------------------------------ | ----- | ------------------ |
| 1  | Inghilterra (bandiera)         | P     | Richard O'Donnell  |
| 2  | Inghilterra (bandiera)         | D     | Ben Purkiss        |
| 3  | Inghilterra (bandiera)         | D     | Andy Taylor        |
| 4  | Inghilterra (bandiera)         | D     | James O'Connor     |
| 5  | Inghilterra (bandiera)         | D     | Dean Holden        |
| 6  | Inghilterra (bandiera)         | D     | Paul Downing       |
| 7  | Inghilterra (bandiera)         | C     | Adam Chambers      |
| 8  | Inghilterra (bandiera)         | C     | Sam Mantom         |
| 9  | Galles (bandiera)              | A     | Tom Bradshow       |
| 10 | Saint Kitts e Nevis (bandiera) | C     | Romaine Sawyers    |
| 11 | Inghilterra (bandiera)         | C     | James Baxendale    |
| 12 | Inghilterra (bandiera)         | C     | Michael Cain       |
| 13 | Inghilterra (bandiera)         | P     | Craig Macgillivray |
| 14 | Inghilterra (bandiera)         | D     | Malvind Benning    |
| 15 | Inghilterra (bandiera)         | D     | James Chambers     |

| N. |                        | Ruolo | Calciatore     |
| -- | ---------------------- | ----- | -------------- |
| 16 | Inghilterra (bandiera) | D     | Matt Preston   |
| 17 | Inghilterra (bandiera) | C     | Reece Flanagan |
| 18 | Inghilterra (bandiera) | C     | Kieron Morris  |
| 19 | Inghilterra (bandiera) | C     | Jake Heath     |
| 21 | Inghilterra (bandiera) | C     | Jordan Cook    |
| 22 | Inghilterra (bandiera) | C     | Liam Kinsella  |
| 23 | Inghilterra (bandiera) | P     | Liam Roberts   |
| 24 | Inghilterra (bandiera) | A     | Ashley Grimes  |
| 25 | Inghilterra (bandiera) | D     | Rico Henry     |
| 26 | Inghilterra (bandiera) | C     | Billy Clifford |
| 27 | Irlanda (bandiera)     | C     | Anthony Ford   |
| 28 | Inghilterra (bandiera) | D     | Kyle Rowley    |
| 37 | Francia (bandiera)     | A     | Mathieu Manset |
|    | Filippine (bandiera)   | P     | Neil Etheridge |

## Risultati

### Football League One
| Arbitro: | Bond |

|          |           |              |
| Pope 25’ | Marcatori | 59’ Bradshaw |

| Londra 23 agosto 2014, ore 15:00 4ª giornata | Leyton Orient | 0 – 0 referto | Walsall | Brisbane Road (4.400 spett.)\| Arbitro: \| Webb \| |
| Arbitro:                                     | Webb          |               |         |                                                    |

| Arbitro: | Eltringham |

|                                     |           |            |
| Sawyers 7’ Bradshaw 49’ Downing 76’ | Marcatori | 36’ Garner |

| Gillingham 20 settembre 2014, ore 15:00 9ª giornata | Gillingham | 0 – 0 referto | Walsall | Priestfield Stadium (5.344 spett.)\| Arbitro: \| Adcock \| |
| Arbitro:                                            | Adcock     |               |         |                                                            |

| Arbitro: | Stroud |

|               |           |  |
| Henderson 89’ | Marcatori |  |

| Arbitro: | Hooper |

|              |           |                                      |
| Thompson 31’ | Marcatori | 16’ (aut.) Jones 64’ (rig.) Bradshaw |

| Arbitro: | Drysdale |

|             |           |  |
| Johnson 18’ | Marcatori |  |

| Arbitro: | Berry |

|            |           |          |
| Grimes 74’ | Marcatori | 69’ Dack |

| Arbitro: | D'Urso |

|  |           |          |
|  | Marcatori | 28’ Pope |

| Arbitro: | Ilderton |

|  |           |                        |
|  | Marcatori | 56’ Hedges 59’ Dagnall |

| Arbitro: | Bull |

|                                                |           |  |
| Hiwula 16’, 65’ Morris 67’ Taylor 81’ Cook 90’ | Marcatori |  |